# Rainaldo (vescovo di Como)
Rainaldo di Como (... – 27 gennaio 1084) è stato un vescovo cattolico italiano.

## Biografia
Prima della sua elezione a vescovo di Como (fine 1061-inizio 1062) non si sa nulla sulla sua vita. Incerta è anche la sua provenienza, in quanto secondo la tradizione apparteneva alla famiglia locale dei Del Pero mentre per alcuni proveniva dall’area tedesca.
Nei primi anni del suo vescovado, Rainaldo coltivò un rapporto di amicizia con il Sacro Romano Impero, comportamento tipico dei vescovi comaschi essendo Como un crocevia di passaggio per i sovrani tedeschi che discendevano in Italia. Questo legame con l’area tedesca è testimoniato dalla restituzione alla giurisdizione vescovile, tramite un diploma imperiale del 1061-1062, dell’abbazia di Breme in Lomellina, che era stata sottratta dall’imperatore Enrico III. Inoltre, è probabile che Rainaldo sfruttò i suoi contatti con l’area Germanica per acquisire le reliquie dei Santi Radegonda, Orsola e Pantaleone per donarle alla Chiesa di San Maurizio di Como.
Nel 1063 Alessandro II lo incaricò di istituire un processo contro un prete chiamato Guillandus o Gislandus perché ritenuto essere l’esecutore dell’assassinio di Benno (o Bennone), il precedente vescovo di Como. Inoltre, Rainaldo chiese al papa delle direttive su come comportarsi nei confronti di un diacono colpevole di fornicazione. Quale fosse l’esito del processo o quali direttive il papa fornì al vescovo non è noto. Nello stesso anno partecipò ad un concilio convocato a Roma dal pontefice per stabilire delle regole contro la simonia e il concubinato degli ecclesiastici. In questa occasione conobbe Pier Damiani e l’imperatrice Agnese di Poitou con cui mantenne stretti rapporti epistolari e di amicizia negli anni successivi. Probabilmente, fu grazie a questi rapporti che ebbe modo di conoscere Ildebrando da Soana, futuro papa Gregorio VII.
L’anno seguente (1064) Alessandro II ammonì in diverse occasioni Rainaldo, al concilio di Mantova dello stesso anno e in una lettera privata, perché quest’ultimo tollerava che nella sua diocesi si esigesse denaro in cambio del sacro crisma. Nel complesso i rapporti tra il vescovo e questo papa non furono cordiali, probabilmente a causa dell’iniziale sostegno di Rainaldo all’antipapa Onorio II e per i legami con Pier Damiani, che aveva manifestato il suo favore per un concilio che giudicasse le posizioni dei due pontefici, riaprendo il problema della legittimità.
Nel 1065, tramite l’intercessione dell’imperatrice Agnese, ricevette da Enrico IV il comitato di Chiavenna con annessi diritti ed introiti di questa importante zona di transito.
Due anni dopo (1067) partecipò al sinodo quaresimale romano in cui difese il vescovo di Firenze Pietro Mezzabarba dalle accuse mosse dai monaci di Vallombrosa. Questi sostenevano che i sacramenti conferiti da simoniaci fossero nulli e che dovevano essere ripetuti. Il papa Alessandro II deliberò in favore dei monaci di Vallombrosa accettando di sottoporre il vescovo fiorentino alla prova del fuoco per stabilire la fondatezza delle accuse.
Per i sei anni successivi non vi sono notizie sulla vita di Rainaldo. Nella primavera 1073 il nuovo pontefice Gregorio VII scrisse una lettera indirizzata a Desiderio, abate di Montecassino, affinché porgesse i saluti in sua vece a Rainaldo e all’imperatrice Agnese, che si trovavano presso l’abbazia, e chiedesse loro di dimostrare il loro affetto nei suoi confronti. Inoltre, in seguito alla morte di Pier Damiani nel 1072, Rainaldo lo sostituì nel ruolo di consigliere politico dell’imperatrice Agnese. Questo nuovo incarico lo tenne lontano dalla sua sede vescovile per lunghi periodi. Sempre nel 1073 Rainaldo si trovava a Como quando venne aggredito da un sacerdote, il cui nome è ignoto ma che Rainaldo conosce, aiutato da un forestiero. L’esito della vicenda è ignoto. Inoltre, Rainaldo mantenne dei rapporti di comunicazione con i vescovi lombardi che sostennero l’illegittimo arcivescovo di Milano Goffredo e che per questo erano stati scomunicati. Con questo legame, il vescovo comasco volle svolgere una mediazione per agevolare una loro conciliazione con la sede apostolica. Ancora nello stesso anno, Gregorio VII lo incarica di convincere il duca Rodolfo di Svevia a recarsi a Roma per discutere dei rapporti tra la Chiesa ed Enrico IV per poi recarsi assieme presso il sovrano per comunicargli le proposte.
Nel 1074 Rainaldo è scelto come membro di una legazione, di cui faceva parte anche l’imperatrice Agnese, inviata in Germania dal papa per notificare al sovrano le delibere del sinodo romano tenutosi lo stesso anno e farle eseguire. Enrico inizialmente si impegnò a combattere simonia, nicolaismo e a tagliare i contatti con gli ecclesiastici scomunicati in modo da tornare in comunione con la Chiesa. I vescovi tedeschi però si opposero alla legittimità del concilio romano decretando così il fallimento della delegazione. In seguito il papa smise di servirsi del vescovo comense come diplomatico nella lotta contro l’impero, ma Rainaldo rimase un tramite importante per i contatti con i vescovi lombardi.
Nel 1077, qualche tempo dopo l'umiliazione di Canossa, Rainaldo fu imprigionato dal nobile romano Cencio, probabilmente mentre si trovava a Roma, e fu condotto a Pavia, dove si trovava Enrico. Fu liberato probabilmente nell’aprile dello stesso anno, quando l’imperatrice Agnese si recò a Pavia dal figlio.
Nel 1079 il pontefice incaricò Rainaldo esaminare il caso del nuovo vescovo bergamasco Arnolfo colpevole di frodi e violenza ai danni di un laico, di eresia e di danni e molestie verso dei monaci. Il vescovo comense doveva indurre il collega a risarcire coloro a cui aveva arrecato danno oppure istituire un processo nel caso in cui negasse le accuse.
Nel 1083 Rainaldo tentò di recarsi a Roma per un concilio convocato dal papa, nonostante l’Urbe fosse assediata da Enrico IV, ma il sovrano gli impedì di raggiungere la città.
Dopo la morte dell’imperatrice Agnese (1077), di cui era stato consigliere, Rainaldo si dedicò maggiormente alla cura della sua diocesi. Nel 1078 fu fondato il monastero cluniacense di S. Pietro di Vallate presso Cosio. L’anno seguente (1079) il vescovo comense fece una donazione ai chierici della chiesa di S. Stefano a Lenno con lo scopo di garantirne la tranquillità economica. Nel 1083 gli uomini delle pievi di Isola e Lenno rinunciarono, in presenza di Rainaldo, ai diritti che vantavano sulla chiesa di S. Benedetto di Monte Olterone e donarono le terre circostanti ai chierici.
Rainaldo morì il 27 gennaio 1084 e secondo la tradizione fu sepolto nella chiesa plebana di Nesso: le sue presunte spoglie, riportate alla luce una prima volta nel 1660, sono attualmente conservate in una cappella di destra della Chiesa dei Santi Pietro e Paolo.